# QLogic
QLogic Corporation — американский производитель оборудования для компьютерных сетей и хранилищ данных. Проектирует и выпускает HBA и HCA-контроллеры, конвергентные сетевые адаптеры, коммутаторы и маршрутизаторы для сетей хранения данных.
С 2016 года принадлежит компании Cavium и является её дочерним подразделением.

## История
QLogic образована в 1994 году путём отделения от компании Emulex, с которой в настоящее время конкурирует на рынке HBA-контроллеров для волоконно-оптических сетей. За время своего существования QLogic купила такие компании как Ancor, Little Mountain Group, PathScale, SilverStorm и NetXen.
С 1996 года и до своей смерти в июне 2014 года компанией управлял Председатель совета директоров и исполнительный директор Дисаи Х. К..
Изначально основным направлением деятельности компании было производство контроллеров для жёстких дисков, но в 2005 году это подразделение было продано компании Marvell.
В январе 2012 года QLogic продала корпорации Intel активы связанные с технологией InfiniBand, которые затем были использованы в линейках Intel TruScale и Intel Omni-Path.
В июне 2016 года компания Cavium договорилась о покупке всех активов компании QLogic за $1 млрд.

## Продукция

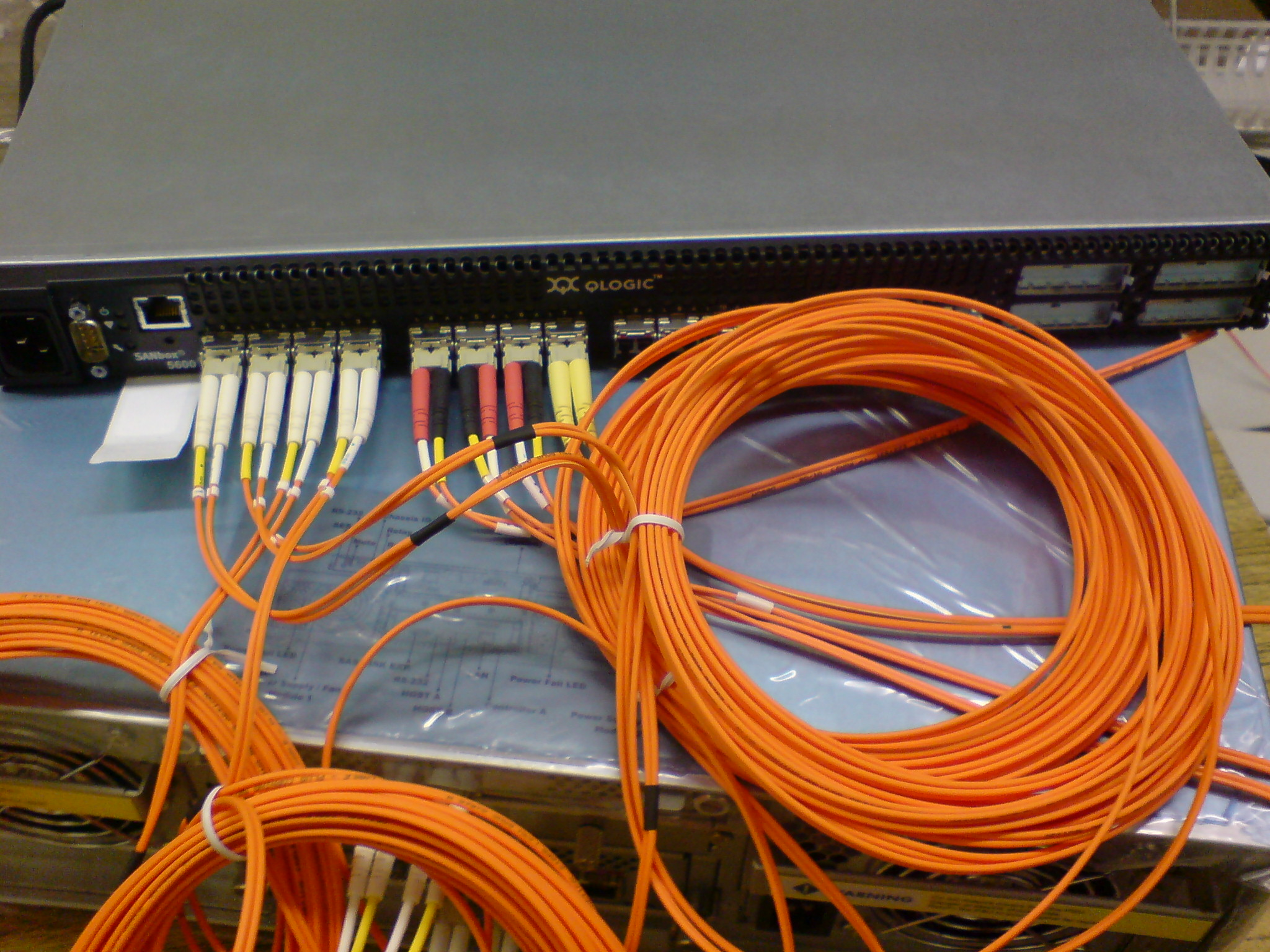
Коммутатор сети хранения данных производства Qlogic с подключенными коннекторами Fibre Channel

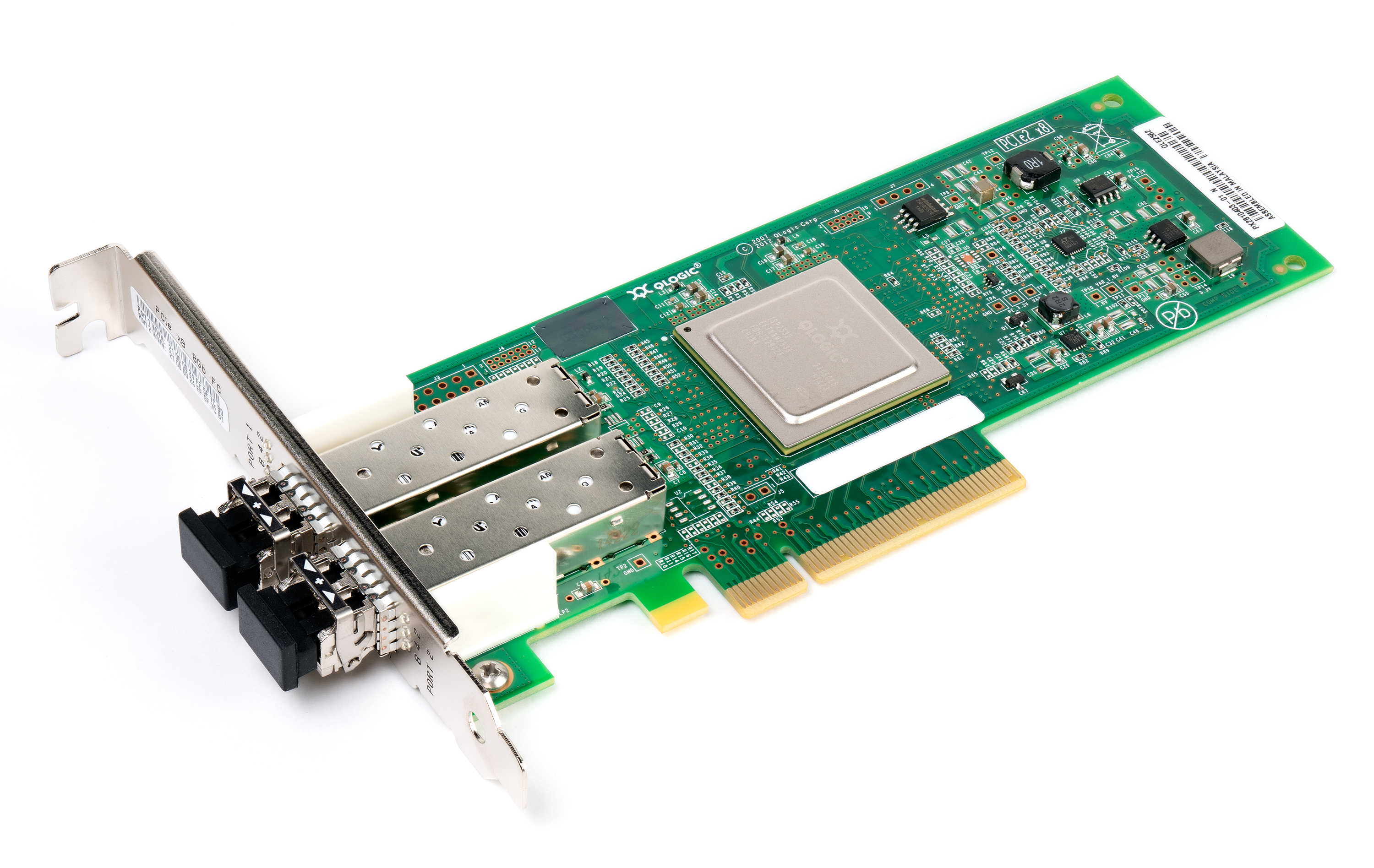
Двухпортовый контроллер 8 Гбит/с Fibre Channel Qlogic QLE2562.

### Сети хранения данных на основе Fibre Channel
- HBA-контроллеры для Fibre Channel
- Коммутаторы для Fibre Channel:
  - SANbox2-64
  - Наращиваемые коммутаторы
    - SANbox 5200/5202 — 2Gb и 10Gb Fibre Channel
    - SANbox 5600/5202 — 4Gb и 10Gb Fibre Channel
    - SANbox 5800/5802 — 8Gb и 20Gb Fibre Channel

  - Sanbox 3050
  - SANbox Express 1400
  - Коммутаторы для блейд-серверов
- Комплекты для подключения к сетям хранения данных
- Storage Services Platforms/SAN Virtualisation:
  - SANbox 8200
  - SANbox 8202
- Магистральные коммутаторы:
  - SANbox 9000

### Конвергентные сетевые адаптеры
- Адаптеры для Fibre Channel over Ethernet

### Сети хранения данных на основе протокола iSCSI
- HBA-контроллеры с поддержкой протокола iSCSI

### Многопротокольные продукты
- QLogic iSR6140 — маршрутизатор iSCSI/Fibre Channel
- QLogic iSR6142 — маршрутизатор FCiP/Smartwrite router
- QLogic iSR6240 — 1GbE iSCSI, 8Gb Fibre Channel
- QLogic iSR6250 — 1GbE, 10GbE iSCSI, 8Gb Fibre Channel

### InfiniBand
- HCA-контроллеры InfiniPath для сетей InfiniBand
- Коммутаторы, шлюзы, контроллеры InfiniBand

### Встраиваемые решения
- для iSCSI и TOE
- для волоконно-оптических сетей
- для Parallel SCSI

### Программные продукты
- SANsurfer Management Suite:
  - SANsurfer FC HBA Manager
  - SANsurfer iSCSI HBA Manager
  - SANsurfer Switch Manager
  - командная строка SANsurfer для Windows, Linux и Solaris
- InfiniPath MPI